# Philodromus dubius
Philodromus dubius este o specie de păianjeni din genul Philodromus, familia Philodromidae, descrisă de Caporiacco, 1933.
Este endemică în Libya. Conform Catalogue of Life specia Philodromus dubius nu are subspecii cunoscute.